# 루턴 타운 FC
루턴 타운 FC(영어: Luton Town Football Club, Luton Town F.C.)는 1885년 4월 11일에 창단된 잉글랜드 루턴의 축구 클럽이다. 현재, 2024-25 시즌에 EFL 챔피언십에 참가하고 있다. 2009-10 시즌에서는 2위를 차지하였으나 승강 플레이오프에서 탈락하여 풋볼 리그 2에 참가하지 못했다. 또한 2010-11 시즌에서는 플레이오프 결승전까지 올랐지만, AFC 윔블던에게 승부차기까지 가는 접전 끝에 4:3으로 패배하여 강등 이후 2년 연속 프로 리그 승격에 실패하였다. 허나 2012-13 시즌에 FA컵 32강에서 노리치 시티를 꺾는 대이변을 일으키며 1986년 이후 최초로 아마추어 팀이 프로 1부 리그 팀을 이긴 기록을 세우게 되었다. 현재 홈구장은 케닐워스 로드 경기장이다.

## 역사
1885년에 창단되었으며 2020년에 창단 135주년을 맞이하였다. 루턴 타운은 1991-92 시즌에 잉글랜드 풋볼 리그 1부에 존재하였기 때문에 프리미어리그에 참가할 수 있었지만, 1991-92 시즌에 강등당하는 바람에 2022-23시즌까지 프리미어리그에 참가하지 못하고 있었다. 루턴의 최고 팀 성적은 1986-87 시즌 풋볼 리그 1부 7위 기록이며 팀이 기록한 최저 성적은 2012-13 시즌 5부 리그인 컨퍼런스 프리미어 7위다.
2022-23시즌 EFL 챔피언십 3위를 기록 준플레이오프에서 선덜랜드 AFC를 1,2차전 통합 3:2로 이기고 플레이오프 결승전에서 코번트리 시티 FC 1:1로 승부차기까지 갔다가 6:5로 이기며 31년만에 프리미어리그로 복귀했다.

## 홈 구장 역사

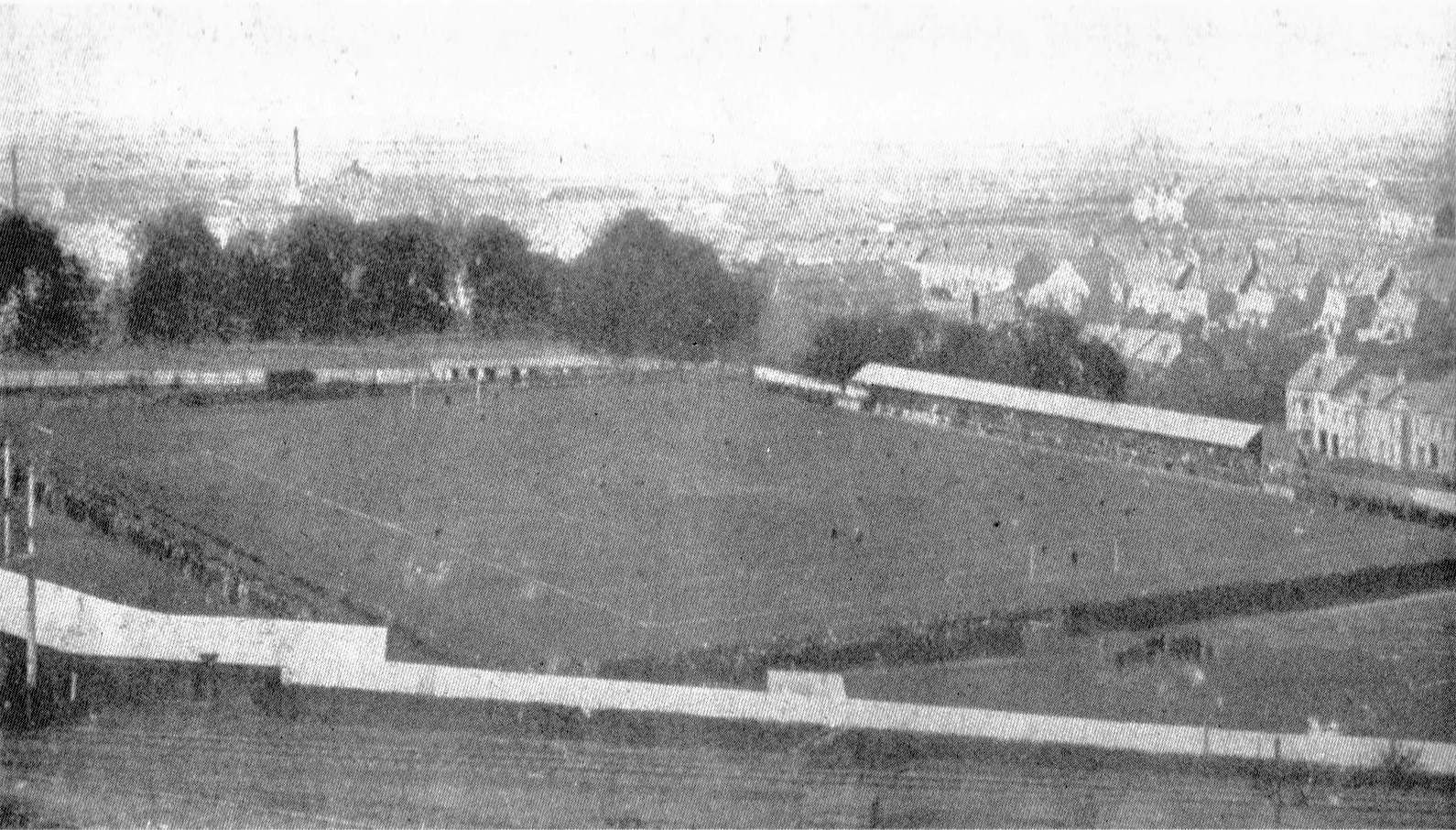
던스타블 로드

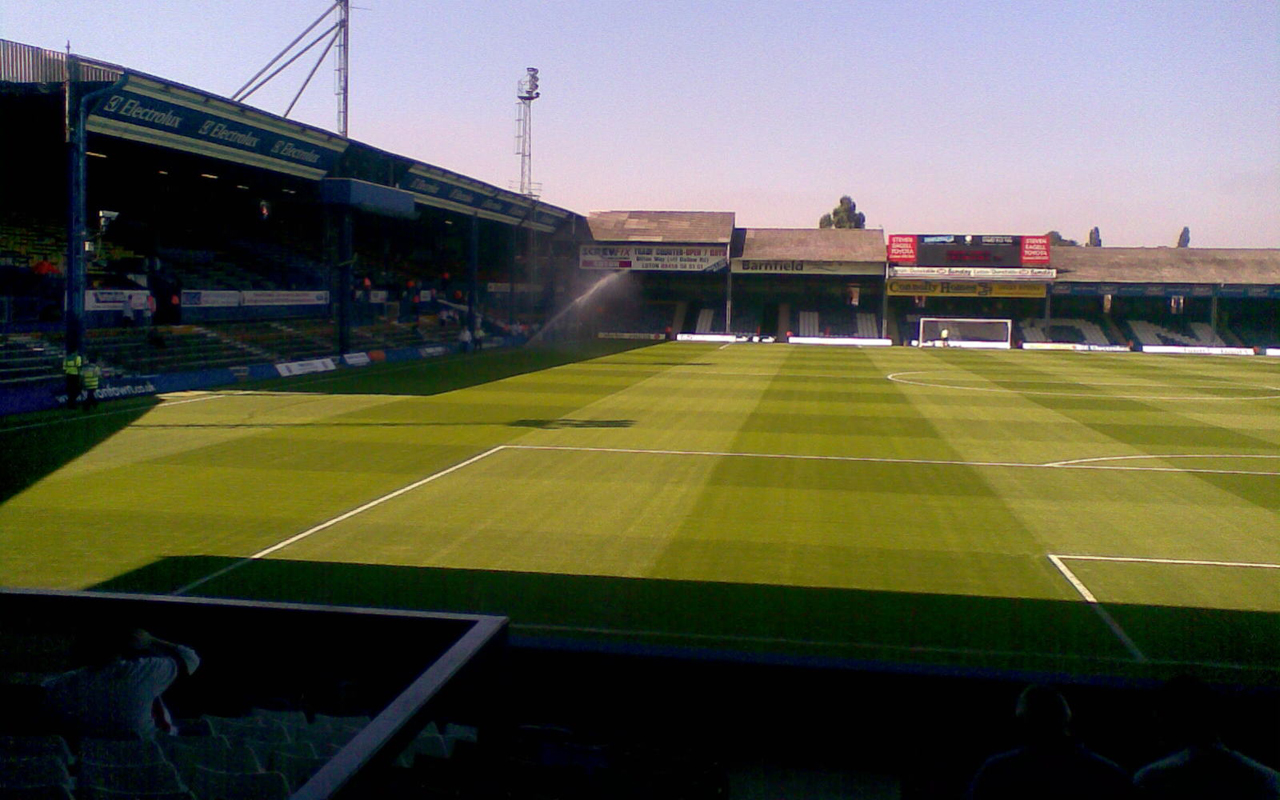
케닐워스 로드

1885년 첫 창단 이후 달로우 레인이라는 경기장을 사용했었다. 그리고 1897년부터 1905년까지는 던스타블 로드이라는 경기장을 사용했었다. 그 후 1905년부터 현재까지 케닐워스 로드 경기장을 사용하고 있고 현재 경기장을 새로 건설하고 있으며, 2024년 23,000여석 규모로 개장할 예정이다.

## 현재 선수 명단
2024년 1월 30일 기준
참고: FIFA 자격 규정에 따라 소속된 국가대표팀 국기를 표시합니다. 선수는 복수의 FIFA 비회원국 국적을 가지고 있을 수 있습니다.
| 번호 | 포지션 | 국적         | 이름                                 |
| ---- | ------ | ------------ | ------------------------------------ |
| 1    | GK     | 잉글랜드     | 제임스 셰이                          |
| 2    | DF     | 잉글랜드     | 게이브리얼 오쇼                      |
| 3    | DF     | 잉글랜드     | 댄 포츠                              |
| 4    | DF     | 웨일스       | 톰 로키어 (주장)                     |
| 5    | DF     |              | 마스 안데르센                        |
| 6    | MF     | 잉글랜드     | 로스 바클리                          |
| 7    | FW     | 아일랜드     | 치도지 오그베네                      |
| 8    | MF     | 잉글랜드     | 루크 베리                            |
| 9    | FW     | 잉글랜드     | 칼턴 모리스 (부주장)                 |
| 10   | FW     | 잉글랜드     | 컬리 우드로우                        |
| 11   | FW     | 잉글랜드     | 일라이저 아데바요                    |
| 12   | DF     | 부르키나파소 | 이사 카보레 (맨체스터 시티에서 임대) |
| 13   | MF     | 짐바브웨     | 마블러스 나캄바                      |
| 14   | MF     |              | 타히트 총                            |
| 15   | DF     | 잉글랜드     | 테덴 멘기                            |

| 번호 | 포지션 | 국적             | 이름                                 |
| ---- | ------ | ---------------- | ------------------------------------ |
| 16   | DF     | 잉글랜드         | 리스 버크                            |
| 17   | MF     | 콩고 민주 공화국 | 펠리 러독 음판주                     |
| 18   | MF     | 잉글랜드         | 조던 클라크                          |
| 19   | FW     | 스코틀랜드       | 제이콥 브라운                        |
| 23   | GK     |                  | 팀 크륄                              |
| 24   | GK     |                  | 토마스 카민스키                      |
| 27   | DF     |                  | 하시오카 다이키                      |
| 28   | MF     |                  | 알베르 삼비 로콩가 (아스널에서 임대) |
| 29   | DF     | 자메이카         | 아마리 벨                            |
| 30   | MF     | 잉글랜드         | 앤드로스 타운센드                    |
| 39   | MF     | 웨일스           | 엘리엇 소프                          |
| 45   | MF     | 잉글랜드         | 알피 다우티                          |
| —    | MF     | 나이지리아       | 프레드 오니에딘마                    |
| —    | FW     | 잉글랜드         | 테일런 해리스                        |

### 임대 선수 명단
참고: FIFA 자격 규정에 따라 소속된 국가대표팀 국기를 표시합니다. 선수는 복수의 FIFA 비회원국 국적을 가지고 있을 수 있습니다.
| 번호 | 포지션 | 국적       | 이름                               |
| ---- | ------ | ---------- | ---------------------------------- |
| 20   | MF     | 아일랜드   | 루이 왓슨 (찰턴 애슬레틱으로 임대) |
| 21   | FW     | 잉글랜드   | 존 매카티 (반즐리로 임대)          |
| 22   | MF     | 스코틀랜드 | 앨런 캠벨 (밀월로 임대)            |
| 25   | FW     | 웨일스     | 조 테일러 (링컨 시티로 임대)       |
| 26   | DF     | 잉글랜드   | 라이언 자일스 (헐 시티로 임대)     |

| 번호 | 포지션 | 국적          | 이름                                       |
| ---- | ------ | ------------- | ------------------------------------------ |
| —    | GK     | 잉글랜드      | 잭 월턴 (던디 유나이티드로 임대)           |
| —    | DF     | 잉글랜드      | 톰 홈즈 (레딩으로 임대)                    |
| —    | MF     | 앤티가 바부다 | 디온 페레이라 (대거넘 & 레드브리지로 임대) |
| —    | FW     | 짐바브웨      | 어드미럴 머스퀘 (엑서터 시티로 임대)       |
| —    | FW     |               | 아리빔 페플 (인버네스로 임대)              |